# E!
E! Entertainment Television (simplificado como E!) es una cadena de televisión por suscripción estadounidense, la cual se dedica a informar sobre la farándula y celebridades de Hollywood, televisión y de la música. Desde 2018 emite, organiza y entrega los Premios People's Choice.

## Historia

### Movietime
Fue lanzada al aire originalmente en 1987 como Movietime, un canal pequeño que emitía avances de películas, noticias de entretenimiento, cobertura de eventos y premios, y entrevistas.
La propiedad del control estaba en manos de un consorcio de cinco proveedores de televisión por cable (Comcast, Continental Cablevision, Cox Cable, TCI y Warner Cable), HBO/Warner Communications y varios accionistas fundadores, con HBO programando y gestionando directamente el canal. 

### E!
En 1989, después de que Time-Life compró a Warner Communications para defenderse de una oferta pública de adquisición por parte de Paramount, la nueva compañía de Time Warner ocupó cuatro de las ocho posiciones principales de propiedad y se hizo cargo del control de gestión de Movietime y renombró la red el 1 de junio de 1990 como E! Entertainment Televisión, este cambio de nombre fue hecho para enfatizar su amplia cobertura del complejo industrial de celebridades, cine contemporáneo, televisión y música, junto a los chismes diarios de Hollywood y la moda.
En 1997, Comcast, uno de los socios minoritarios, se asoció con Disney/ABC Cable Networks para comprar el canal después de que Time-Warner había ejercido su acuerdo de venta.
En noviembre de 2006, Comcast (que finalmente tuvo la mayor participación accionaria en la red a través de fusiones con precursores de TCI y Continental bajo varias circunstancias) adquirió la participación de 39.5% de Disney en E! para ganar la propiedad total de la red como parte de un acuerdo más amplio de programación entre Disney/ABC y Comcast.
E! tiene registrado su marca comercial para lanzar al aire variantes regionales en distintas regiones, como América Latina, Brasil y Australia. También tiene una señal internacional que emite desde Países Bajos para Europa. 
E! es emitido en los Estados Unidos también en español por una segunda pista de audio disponible en algunas distribuidoras de televisión.
E! retransmitió el juicio de Michael Jackson en 2005. Como no se permitían las cámaras en la corte, E! usó las transcripciones del caso y actores para recrear el día.
El 9 de julio de 2012, el canal introdujo un nuevo logotipo renovado (el primer cambio de su logotipo desde que la red se rebautizó como E! en 1990), eliminando el signo de exclamación tras la "E" pero manteniendo el signo de exclamación debajo. La red también inició el proceso de introducción de la programación original (con su primera serie, The Royals, estrenada en marzo de 2015), además de su programación de realy show y documentales.

## Programas
E! es uno de los pocos canales de televisión por cable de entretenimiento general en Estados Unidos que emite un programa diario de noticias; su principal programa de noticias de entretenimiento es E! News, que debutó el 1 de septiembre de 1991. El programa de la semana (que también tiene una edición de fin de semana de una hora de duración) presenta historias y chismes sobre celebridades, y las industrias cinematográfica, musical y televisiva, y ha sido transmitido en varios formatos desde su lanzamiento, incluso en directo durante un tiempo a mediados de los años 2000s. El programa también contó con una versión en español llamado E! Latin News.
E! es conocido por sus pre-shows de alfombras rojas en vivo para los cuatro salones de premios de la industria, los Premios Primetime Emmy, los Premios Globo de Oro, los Premios de la Academia y los Premios People's Choice, siendo famoso por las críticas de moda hechas Joan Rivers; Rivers también fue anfitriona de los especiales pre-shows bajo el título Fashion Police, que se convirtió en una serie semanal regular en septiembre de 2010 y que continúa como especial de ceremonia después de los premios. La red también produce una buena cantidad de series documentales y biográficas, entre las que destaca E! True Hollywood Story.
En los últimos años, la red se ha hecho bien conocida por sus programas de telerrealidad. Sus serie más popular a partir de 2011 es Keeping Up with the Kardashians, que ha engendrado tres spin-offs (Kourtney y Khloé Take Miami, Kourtney y Kim Take New York, y Khloe y Lamar).
E! anteriormente tenía tres programas de comedia: el programa de entrevistas nocturnas Chelsea Lately, conducido por la comediante Chelsea Handler, junto a su improvisado programada After Lately, y The Soup (basada en la popular serie E! de 1991-2002 Talk Soup), que presenta fragmentos de los programas de televisión de la semana anterior con comentarios humorísticos del presentador, el actor/comediante Joel McHale.

## Personalidades
- Giuliana Rancic: conduce algunos Red Carpet Events.
- Ryan Seacrest: conduce algunos Red Carpet Events. Ryan también tiene fama por conducir American Idol.
- Kristin Dos Santos: a quien vemos en algunos eventos de la alfombra roja y en E! News en el segmento Watch with. Kristin.
- Marc Malkin: comenta en E! News y en otros programas.
- Ashlan Gorse: ocupa el lugar de Giuliana como conductora de E! News cuando Giuliana está ausente.
- Jason Kennedy: Ooupa el lugar de Ryan en E! News cuando este no puede estar en el programa.
- Otras personalidades son invitadas a programas especiales como Jay Manuel en Fashion Police.

## Logotipos

Logotipo utilizado desde 1990 hasta 2012.
Logotipo utilizado desde 2012.